# Alumínium-kálium-szulfát
Az alumínium-kálium-szulfátot (E522) az alumínium-szulfátból állítják elő. Színtelen vegyület, a timsók közé tartozik. A 12 mól kristályvizet tartalmazó dodekahidrát alak képlete: KAl(SO4)2·12H2O. Anhidrát változata fehér, higroszkópos por formájában ismeretes.

## Élelmiszeripari felhasználás
Élelmiszerek esetén elsősorban növények feldolgozása során alkalmazzák, mert növeli a növényi rostok szilárdságát. Savanyúságot szabályozó, valamint csomósodást gátló anyagként is alkalmazzák (lisztek esetén). Elsősorban savanyúságokban, lisztben, liszt alapú készítményekben, valamint sajtokban fordulhat elő.

## Egészségügyi hatások
Napi maximum beviteli mennyisége nincs meghatározva. A benne található alumínium elősegíti a B-vitamin felszívódását. Nagy mennyiségben befolyásolhatja a májműködést. Az élelmiszerek esetében használt koncentrációkban nincs efféle hatása.